# Polymorphanisus bipunctatus
Polymorphanisus bipunctatus är en nattsländeart som först beskrevs av Brauer 1875.  Polymorphanisus bipunctatus ingår i släktet Polymorphanisus och familjen ryssjenattsländor. Inga underarter finns listade i Catalogue of Life.